# Faugères (Hérault)
Faugères é uma comuna francesa na região administrativa de Occitânia, no departamento de Hérault. Estende-se por uma área de 26,06 km². Em 2010 a comuna tinha 539 habitantes (densidade: 20,7 hab./km²).